# Möckern
Möckern is een stad in de Duitse deelstaat Saksen-Anhalt, en maakt deel uit van de Landkreis Jerichower Land.
Möckern telt 12.935 inwoners.

## Ortsteilevan Möckern
- Altengrabow
- Bomsdorf
- Brandenstein
- Büden, sinds 01-01-2003
- Buschhäuser
- Dörnitz, sinds 01-01-2009
- Diesingshof
- Dreibachen
- Drewitz, sinds 01-01-2010
- Friedensau, sinds 01-01-2002
- Glienicke
- Grabow, sinds 01-01-2010
- Grätzer Hof
- Hobeck, sinds 01-01-2009
- Hohenziatz, sinds 01-01-2004
- Kähnert
- Klein Lübars
- Krüssau, sinds 01-01-2010
- Küsel, sinds 01-01-2009
- Loburg, sinds 01-01-2009
- Lübars, sinds 01-07-2002
- Lühe
- Lütnitz
- Lüttgenziatz
- Magdeburgerforth, sinds 02-07-2009
- Padegrimm
- Pabsdorf
- Räckendorf, sinds 19-01-2008 als onderdeel van de toenmalige gemeente Theeßen
- Reesdorf, sinds 02-07-2009
- Rietzel, sinds 01-01-2010
- Rosian, sinds 01-01-2009
- Riesdorf
- Rottenau
- Schweinitz (Fläming), sinds 01-01-2009
- Stegelitz, sinds 01-01-2002
- Stresow, sinds 1-9-2010
- Theeßen, sinds 19-01-2008
- Tryppehna, sinds 01-01-2009
- Wahl
- Waldrogäsen
- Wallwitz, sinds 01-01-2009
- Wörmlitz, sinds 01-01-2002
- Wüstenjerichow, sinds 01-01-2010
- Zeddenick, sinds 01-01-2009
- Zeppernick, sinds 01-07-2007
- Ziegelsdorf
- Ziepel, sinds 01-01-2003